# Akkadische Rijk
| Geschiedenis van Mesopotamië Bronzen hoofd uit de Akkadische periode, stelt mogelijk Maništušu of Naram-Sin voor (ca. 2300 v.Chr.), Nationaal Museum van Irak                                 |                                              |                                              |                                              |                                                                        |                                                                        |                                                                        |                                                                        |
| Prehistorisch Mesopotamië pre–3100 v. Chr. Hassunacultuur 6400-5800 Samarracultuur 5500-4800 Halafcultuur 5500-4500 Obeidcultuur 5500-4000 Urukperiode 4000-3100                              |                                              |                                              |                                              |                                                                        |                                                                        |                                                                        |                                                                        |
| Sumerië Jemdet Nasr-periode 3100-2900 Vroeg-dynastieke periode 2900-2350 Ebla 2500-2350 — Mari 2900- 1750 Akkadische Rijk 2350-2150 Guti-overheersing 2212–2120 Neo-Sumerische Rijk 2120–2004 |                                              |                                              |                                              |                                                                        |                                                                        |                                                                        |                                                                        |
| Tijd van Isin en Larsa 2004–1763 v. Chr. | Tijd van Isin en Larsa 2004–1763 v. Chr.     | Tijd van Isin en Larsa 2004–1763 v. Chr.     | Tijd van Isin en Larsa 2004–1763 v. Chr.     | Oud-Assyrische periode 2000–1756 v. Chr.                               | Oud-Assyrische periode 2000–1756 v. Chr.                               | Oud-Assyrische periode 2000–1756 v. Chr.                               | Oud-Assyrische periode 2000–1756 v. Chr.                               |
| Babylonië Oud-Babylonische Rijk 1750-1595 |                                              |                                              |                                              |                                                                        |                                                                        |                                                                        |                                                                        |
| Karduniaš 1590-1100 Midden-Babylonische Rijk | Karduniaš 1590-1100 Midden-Babylonische Rijk | Karduniaš 1590-1100 Midden-Babylonische Rijk | Karduniaš 1590-1100 Midden-Babylonische Rijk | Mitanni 15e eeuw Midden-Assyrische Rijk 1400-1200 Hanigalbat 1400-1200 | Mitanni 15e eeuw Midden-Assyrische Rijk 1400-1200 Hanigalbat 1400-1200 | Mitanni 15e eeuw Midden-Assyrische Rijk 1400-1200 Hanigalbat 1400-1200 | Mitanni 15e eeuw Midden-Assyrische Rijk 1400-1200 Hanigalbat 1400-1200 |
| Nieuw-Assyrische Rijk 900-609 |                                              |                                              |                                              |                                                                        |                                                                        |                                                                        |                                                                        |
| Nieuw-Babylonische Rijk 626-539 |                                              |                                              |                                              |                                                                        |                                                                        |                                                                        |                                                                        |
| Portaal Geschiedenis Portaal Mesopotamië |                                              |                                              |                                              |                                                                        |                                                                        |                                                                        |                                                                        |

Het Akkadische Rijk, genoemd naar de hoofdstad Akkad of Agade, was een historische staat in Mesopotamië die tussen 2350-2150 v.Chr. bestond. Vanuit het kerngebied Akkad breidde het rijk zich over grote delen van Mesopotamië uit.

## Chronologie
De Akkadische periode wordt meestal 2350–2170 v.Chr. of 2230–2050 v.Chr. gedateerd volgens respectievelijk de Midden en Korte Chronologie. De periode wordt voorafgegaan door de Vroeg-dynastieke Periode en gaat over in de Ur III periode, maar beide overgangen zijn erg vaag. Het is bijvoorbeeld waarschijnlijk dat de opkomst van Sargon al in de late Vroeg-Dynastieke Periode plaatsvond, terwijl de laatste Akkadische koningen tegelijkertijd regeerden met de Gutische koningen en die van Uruk en Lagasj. De Akkadische periode is gelijktijdig met Vroeg-Brons IV in Palestina, Vroeg-Brons IVA en Vroeg-Jezirah IV in Syrië en Vroeg-Brons IIIB in Turkije.

### Lijst van heersers van het Akkadische Rijk
De relatieve volgorde van Akkadische heersers is duidelijk. De absolute data van hun regeringsperiodes is bij benadering, zoals het geval is voor alle data ouder dan het midden- tot late 2e millennium v.Chr.
| Heerser          | Midden Chronologie Alle dateringen v.Chr. |
| ---------------- | ----------------------------------------- |
| Sargon           | 2334–2279                                 |
| Rimuš            | 2278–2270                                 |
| Maništušu        | 2269–2255                                 |
| Naram-Sin        | 2254–2218                                 |
| Shar-Kali-Sharri | 2217–2193                                 |
| Interregnum      | 2192–2190                                 |
| Dudu             | 2189–2169                                 |
| Šudurul          | 2168–2154                                 |

## De stad Akkad
De stad Akkad, in het Sumerisch Agade genoemd, wordt het eerst vermeld op een inscriptie van koning Enšakušanna van de Sumerische stad Uruk, waarin hij beweert Akkad te hebben verslagen. Men schat dat deze inscriptie uit de 26e eeuw stamt, wat aangeeft dat de stad Akkad een stuk ouder moet zijn geweest dan Sargon de Grote, aan wie de stadsstichting wordt toegedicht door latere historische bronnen.

## Akkadische Rijk
Sargon de Grote heeft waarschijnlijk niet de stad Akkad gesticht, maar haar wel tot grootmacht gemaakt door de omliggende steden te veroveren. Van daaruit breidde hij zijn heerschappij eerst uit over geheel Sumer, en vervolgens over de 'Vier Werelddelen': Elam, Noord-Mesopotamië en Syrië (Mari) met Cappadocië.
Onder Sargon en zijn opvolgers - de bekendste is zijn kleinzoon Naram-Sin, die evenals hijzelf legendarische roem verwierf - was Akkad een centraal georganiseerde staat, met een uitgebreid ambtenarenapparaat en aan het hoofd een koning met goddelijke waardigheid.
Het noordelijke alluviale deel van Mesopotamië, waar Eufraat en Tigris elkaar het dichtst naderen, ten noorden van het eigenlijke Sumer, kwam door de dominantie van de hoofdstad Akkad eveneens bekend te staan als Akkad. Er ontstond een traditie waarbij de heersers zich "koning van Sumer en Akkad" gingen noemen, als een twee-eenheid. Deze traditie is door de latere Babylonische koningen overgenomen.

## Meetkunde en rekenkunde
Een belangrijke wiskundige ontwikkeling in het late 3e millennium v.Chr. is het ontstaan van het zestigtallige positiestelsel. Deze ontwikkeling kan niet los gezien worden van de geleidelijke afschaffing van in klei ingedrukte getallen en de uitbreiding, standaardisatie en integratie van meetsystemen. Boekhouders ontwikkelden een steeds geraffineerdere manier om het vereiste aantal arbeidskrachten te voorspellen. Ook landmeten werd verbeterd en er werden manieren ontwikkeld om een twee-dimensionaal vlak visueel voorstelbaar te maken. Hoewel er weinig wiskundig schoolwerk teruggevonden is, moeten deze veranderingen ook de schrijversopleidingen veranderd hebben. De innovaties kwamen geleidelijk en kregen vooral onder Naram-Sin hun beslag. Er zijn oefeningen teruggevonden die de leerling een korte zijde van een rechthoek lieten vinden, gegeven het oppervlak en de andere zijde of omgekeerd: het oppervlak gegeven de twee zijden. Er ontstond zelfs enige wiskundige terminologie zoals het werkwoord pa of pa3 dat "vind" betekent.

## Ondergang
Het bergvolk der Goetaeërs maakte aan de Akkadische staat een eind. Uit onderzoek is echter gebleken dat een klimaatverandering een bijgaande factor kan zijn geweest die de mensen uit de staat deed wegtrekken: door droogte mislukte oogst na oogst.
Rond 2200 v.Chr. zette een megadroogte in, de 4200 BP megadroogte die mogelijk ook bijdroeg aan het einde van het Oude Rijk in Egypte en nederzettingen uit de Vroege Bronstijd in Anatolië, het Aegeïsche gebied en de Levant.
Mogelijk is Akkad zo grondig verwoest door de Goetaeërs dat er vrijwel niets van overgebleven is, wat zou verklaren waarom de stad nooit is teruggevonden. Het verdwijnen van Akkad had een heropleving van de Sumerische stadstaten onder de Derde dynastie van Ur tot gevolg, waardoor het nieuwe tijdperk ook wel wordt aangeduid als de Sumerische renaissance (ca. 2100-2000 v.Chr.).